# Stanisław Mazur (politolog)
Stanisław Mazur (ur. 8 maja 1969 w Kamienicy) – polski politolog, samorządowiec, doktor habilitowany nauk humanistycznych, profesor uczelni na Uniwersytecie Ekonomicznym w Krakowie i jego rektor w kadencji 2020–2024, od 2024 roku pierwszy zastępca prezydenta Krakowa.

## Życiorys
Absolwent I Liceum Ogólnokształcącego im. Jana Długosza w Nowym Sączu. W 1994 ukończył studia politologiczne na Uniwersytecie Jagiellońskim. Doktoryzował się w 1999 na uczelni macierzystej na podstawie dysertacji zatytułowanej: Organizacja i doktryna Międzynarodówki Liberalnej, której promotorem był Andrzej Zięba. Stopień naukowy doktora habilitowanego nauk humanistycznych uzyskał w 2012 na Uniwersytecie Wrocławskim w oparciu o dorobek naukowy oraz pracę pt. Władza dyskrecjonalna wysokich urzędników publicznych. Perspektywa nowego instytucjonalizmu.
Związany z Akademią Ekonomiczną w Krakowie, przekształconą w Uniwersytet Ekonomiczny, na którym w 2014 objął stanowisko profesora nadzwyczajnego, a po zmianach prawnych – profesora uczelni. W latach 1996–1997 był kierownikiem Centrum Studiów nad Gospodarką i Administracją, a w latach 1997–2005 dyrektorem Małopolskiej Szkoły Administracji Publicznej AE w Krakowie. Od 2014 kierował kolejno Katedrą Gospodarki i Administracji Publicznej, Katedrą Administracji Publicznej oraz Katedrą Polityk Publicznych. W latach 2016–2020 zajmował stanowisko dziekana Wydziału/Kolegium Gospodarki i Administracji Publicznej. W czerwcu 2020 został wybrany na rektora Uniwersytetu Ekonomicznego w Krakowie w kadencji 2020–2024.
Specjalizuje się w polityce publicznej, administracji publicznej i zarządzaniu publicznym. Redaktor naczelny czasopisma „Zarządzanie Publiczne”, prezes Fundacji Gospodarki i Administracji Publicznej w Krakowie (2007–2009) i członek Rady Służby Cywilnej (2009–2015). Inicjator i Członek Stowarzyszenia Lepszy Kraków, które powstało w 2022 jako organizacja społeczna poszukująca nowych rozwiązań dla polityk publicznych w Krakowie. Jeden z pomysłodawców i organizatorów seminariów naukowych „Dobre rządzenie” oraz „Koło Krakowskie”, Lider i uczestnik wielu krajowych i zagranicznych projektów badawczych z zakresu polityk publicznych i zarządzania publicznego. Członek Konferencji Rektorów Uczelni Ekonomicznych w kadencji 2020-2024. Członek International Public Policy Association. Autor ponad 260 publikacji.  
Współpracował z Komisją Europejską, Bankiem Światowym oraz Amerykańską Agencją ds. Współpracy Międzynarodowej (United States Agency for International Development – USAID). 
Od 2021 zasiada w Radzie Doradczej ABSL (The Association of Business Service Leaders - ABSL) odpowiedzialnej za wyznaczanie i wspieranie kluczowych zmian w obszarze edukacji i kształcenia, a także wpływanie na zwiększenie atrakcyjności Polski dla utalentowanych osób z zagranicy.
Jest jednym z koordynatorów projektu Decentralization Offering Better Results and Efficiency (DOBRE) realizowanego dzięki finansowemu wsparciu USAID. Jego celem jest przygotowanie ukraińskich samorządów do odbudowy Ukrainy.
W listopadzie 2023 zapowiedział, że będzie ubiegał się o fotel Prezydenta Krakowa w następnych wyborach samorządowych w 2024. 3 kwietnia 2024 wycofał się ze startu w wyborach popierając Aleksandra Miszalskiego, który później w nich zwyciężył. 14 maja 2024 został ogłoszony pierwszym zastępcą prezydenta Krakowa, odpowiedzialnym m.in. za rozwój miejski, planowanie przestrzenne i gospodarkę. Tego samego dnia zakończył urzędowanie na stanowisku rektora.